# فرضاخ إصبعي
فرضاخ إصبعي أو هاكية إصبعية (الاسم العلمي:Hakea dactyloides) هي نوع نباتي يتبع جنس الفرضاخ من الفصيلة البروطية.